# NGC 7689
NGC 7689 (również PGC 71729) – galaktyka spiralna z poprzeczką (SBc), znajdująca się w gwiazdozbiorze Feniksa. Odkrył ją James Dunlop 5 września 1826 roku.
W galaktyce tej zaobserwowano supernową SN 1996al.